# Jean-Jacques Loup
Pour les articles homonymes, voir Loup (homonymie).
Jean-Jacques Loup (dit Loup), né à Arles le 5 juillet 1936 et mort au Plessis-Robinson le 1er août 2015, est un auteur de bande dessinée et caricaturiste français.

## Biographie
Il est réputé pour ses nombreuses illustrations fourmillant de détails.
Entre les années 1970 et 1980, il a travaillé dans différentes revues telles que Fluide glacial, Mormoil, Le Trombone illustré ou Charlie Mensuel. Il a réalisé des bandes dessinées et beaucoup d'illustrations pour des puzzles et est auteur de plusieurs romans graphiques dont : 
- L'Architecte et la Bétonneuse (The Architect en anglais), L'École des loisirs, 1977.
- Touti Frouti, Audie, 1977.
- La Bible : au commencement, Dieu, Dargaud, 1984.
- La Vie des Maîtres (en 2 parties), Glénat, 1983-1985.